# Carteret-Inseln

Carteret nach Verwaltungszugehörigkeit

Die Carteret-Inseln (auch Kilinailau oder Tulun-Inseln genannt) gehören zu Papua-Neuguinea und befinden sich 86 km nordöstlich von Bougainville im Pazifik. Administrativ gehören sie zum Atolls Local Level Government des North Bougainville Districts in der autonomen Region Bougainville.
Das Atoll besteht aus sieben niedrigen, maximal 1,5 m über dem Meeresspiegel gelegenen Inseln und erstreckt sich hufeisenförmig etwa 25 km in Nord-Süd-Richtung; die gesamte Landfläche beträgt 60 Hektar. 2006 lebten 2600 Menschen auf den Inseln.

## Geschichte
Die Inseln wurden nach dem britischen Seefahrer und Entdecker Philipp Carteret benannt, der sie 1767 auf seiner Reise mit der Sloop Swallow entdeckte.

## Inseln
Han ist die größte Insel und befindet sich mit den anderen kleineren Inseln im Saum des Riffs das die Lagune umgibt. An der Westseite (Lagunenseite) von Han liegt der Atoll-Hauptort Weteili. Auf Han gibt es noch Palmen, die aber durch die Überflutungen mit Salzwasser bald absterben werden.
Die Inseln in der Reihenfolge des Uhrzeigersinns, beginnend im Norden:
- Yecola (Iesala Island, Yesila, Lesala)
- Irinalan (Iolasa Island, Iolassa, Losola)
- Yoven (Huene Island) (seit den 1980er Jahren durch Anstieg des Meeresspiegels in zwei Inseln geteilt)[4]
- Yeharnu (Han Island)
- Piul Island
- Jangain Island (Lagain)

## „Sinkende Inseln“
Seit November 2005 wurde weltweit darüber berichtet, dass die Carteret-Inseln in absehbarer Zeit unbewohnbar werden, es wurde geschätzt, dass sie 2015 komplett überflutet seien. Die Inselbewohner kämpfen seit mehr als 20 Jahren gegen den ansteigenden Ozean, sie bauten Deiche und pflanzten Mangroven, aber durch Stürme und Hochwasser werden ihre Häuser weggeschwemmt, die Gemüsegärten zerstört und die Süßwasserquellen verdorben. Huene wurde durch den Meeresspiegelanstieg bereits in zwei Stücke zerteilt. 2009 begann die Umsiedlung der Inselbewohner durch die von ihnen gegründete Selbsthilfeorganisation Tulele Peisa und deren Ansiedlung auf einem von der katholischen Kirche zur Verfügung gestellten Gelände auf Bougainville. Mehrfach versprochene staatliche Umsiedlungsmaßnahmen wurden noch nicht umgesetzt.

## Diskussion
Die Ursache für die Überflutung der Inseln könnte die Zerstörung der Riffe, die die Carteret-Inseln umgeben, durch das Fischen mit Dynamit sein, vermutete Fred Terry, der Direktor des United Nations Development Project von Bougainville. „Während des Bürgerkriegs um Bougainville flohen Menschen vor dem Konflikt auf die Carteret-Inseln“, sagte Terry. „Die Inselbewohner mussten all diese zusätzlichen Esser verpflegen und benötigten mehr Fisch. Sie haben in der Vergangenheit schon öfter das Riff zerstört.“ Eine deutsche Gruppe von Journalisten und Filmemachern besuchte die Inseln 2008. Sie halten diese Begründung für unglaubwürdig. Die Bewohner fischen mit Sicherheit nicht mit Dynamit. Es existieren außer den Auslegerkanus nur zwei Motorboote. Eines zum Transport, eines gehört dem Priester John Bosco Kenzie. Auch Paul Tobasi, der Chef des Distrikts der papua-neuguineischen Provinz Bougainville, bestreitet, dass die Riffe durch Dynamit zerstört wurden. Tobasi, regionale Umweltschützer-Gruppen und viele NROs sind sicher, dass die globale Erwärmung die Ursache für die Überflutung der Inseln ist.
Als eine andere mögliche Ursache wird die Plattentektonik gesehen. Die Inseln liegen in einem der komplexesten tektonischen Gebiete der Welt. Hier stoßen in einer Subduktionszone entlang des Neupommern-Bougainville-Grabens die Pazifische Platte, die Australische Platte und die Süd-Bismarck-Platte aneinander, Teile der ozeanischen Platte werden nach unten gedrückt.